# Prefetti della provincia di Crotone
Elenco completo dei prefetti della provincia di Crotone dal 1995.

## Repubblica italiana
- Giuseppe Capriulo (12 maggio 1995 - 5 novembre 1995)
- Paolo Calvo (6 novembre 1995 - 30 giugno 1999)
- Giuliano Lalli (1º luglio 1999 - 19 dicembre 2000)
- Francesco De Stefano (20 dicembre 2000 - 4 giugno 2003)
- Piero Mattei (5 giugno 2003 - 29 dicembre 2005)
- Francesco Antonio Musolino (30 dicembre 2005 - 3 gennaio 2007)
- Vincenzo Cardellicchio (15 gennaio 2007 - 5 agosto 2007)
- Melchiorre Fallica (6 agosto 2007 - 31 agosto 2008)
- Luigi Varratta (1º settembre 2008 - 29 dicembre 2009)
- Vincenzo Panico (30 dicembre 2009 - 14 ottobre 2012)
- Maria Tirone (5 novembre 2012 - 4 gennaio 2015)
- Vincenzo De Vivo (5 gennaio 2015 - 28 luglio 2017)
- Cosima Di Stani (21 agosto 2017 - 16 dicembre 2018)
- Fernando Guida (17 dicembre 2018 - 24 novembre 2019)
- Tiziana Tombesi (25 novembre 2019 - 19 dicembre 2020)
- Maria Carolina Ippolito (26 dicembre 2020 - 22 febbraio 2023)
- Franca Ferraro (dal 13 marzo 2023)